# Danh sách biểu trưng tỉnh thành và lãnh thổ Việt Nam

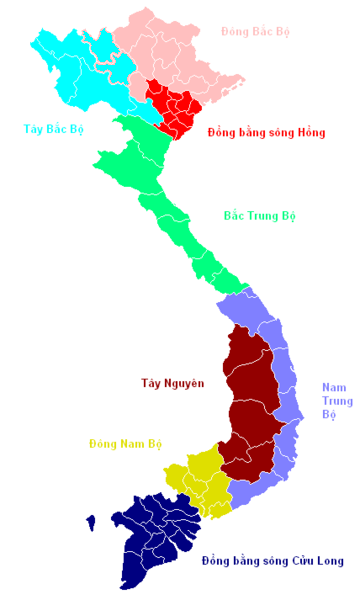
Bản đồ các vùng địa lý của Việt Nam

Dưới đây là danh sách biểu trưng tỉnh thành và vùng lãnh thổ của Việt Nam. Mỗi tỉnh thành và vùng lãnh thổ đều có một bộ nhận diện địa phương chính thức đặc trưng và riêng biệt.
Mặc dù vậy, tính đến lần gần nhất mà danh sách này được sửa đổi, vẫn còn 3/34 tỉnh thành chưa có bộ nhận diện địa phương chính thức gồm: Lâm Đồng, Quảng Ngãi và Quảng Ninh. Phần biểu trưng của những tỉnh thành này sẽ được bỏ trống, trong tương lai khi từng tỉnh thành kể trên công bố bộ biểu trưng chính thức (được xác nhận bởi Ủy ban nhân dân tỉnh/thành phố tương ứng) thì biểu trưng đó sẽ ngay lập tức được bổ sung và cập nhật vào danh sách.
Tất cả các tỉnh thành trong danh sách đều sẽ được liệt kê cùng với mã viết tắt 3 chữ cái tương ứng được sử dụng tại Đại hội Thể thao toàn quốc của tỉnh thành đó.

## Hiện tại
Do phần lớn các tập tin hình ảnh biểu trưng thuộc thể loại không tự do, vậy nên chúng sẽ không được hiển thị trực tiếp trong bài viết này. Để xem cụ thể từng biểu trưng, truy cập vào từ "Biểu trưng" ở cùng hàng với tỉnh thành tương ứng để được dẫn thẳng đến trang của tập tin đó.
Lưu ý: Phần in đậm thể hiện thành phố trực thuộc trung ương

### Bắc
| Tỉnh thành          | Biểu trưng          | Nội dung biểu trưng                                                                                                  |
| Đồng bằng sông Hồng | Đồng bằng sông Hồng | Đồng bằng sông Hồng                                                                                                  |
| ------------------- | ------------------- | --- |
| Hà Nội HNO          | Biểu trưng          | Khuê Văn Các |
| Hải Phòng HPG       | Biểu trưng          | Phượng vĩ, sông Bạch Đằng, biển Đồ Sơn, vịnh Lan Hạ, cầu Đình Vũ – Cát Hải, nhà cao tầng, cần cẩu, ngôi sao năm cánh |
| Bắc Ninh BNI        | Biểu trưng          | Chùa Dâu, chim Lạc                                                                                                   |
| Hưng Yên HYE        | Biểu trưng          | Văn miếu Xích Đằng, quốc kỳ Việt Nam, chim Lạc                                                                       |
| Ninh Bình NBI       | Biểu trưng          | Đền thờ Vua Đinh Tiên Hoàng                                                                                          |
| Quảng Ninh QNH      |                     | |
| Tây Bắc Bộ          |                     | |
| Điện Biên DBI       | Biểu trưng          | Tượng đài chiến thắng Điện Biên Phủ                                                                                  |
| Lai Châu LCA        | Biểu trưng          | Dãy núi Hoàng Liên Sơn, thác Tác Tình, thổ cẩm                                                                       |
| Lào Cai LCI         | Biểu trưng          | Fansipan, sông Hồng, sông Chảy                                                                                       |
| Sơn La SLA          | Biểu trưng          | Thủy điện Sơn La, thổ cẩm, quốc kỳ Việt Nam, cây lúa                                                                 |
| Đông Bắc Bộ         |                     | |
| Cao Bằng CBA        | Biểu trưng          | Thác Bản Giốc, sông Quây Sơn, quốc kỳ Việt Nam                                                                       |
| Lạng Sơn LSN        | Biểu trưng          | Mẫu Sơn, hoa hồi, Quốc lộ 1, quốc kỳ Việt Nam, chim Lạc                                                              |
| Phú Thọ PTH         | Biểu trưng          | Đền Hùng, cây cọ, quốc kỳ Việt Nam, Mặt Trời                                                                         |
| Thái Nguyên TNG     | Biểu trưng          | Đồi chè và cây chè, khuôn cán thép, quốc kỳ Việt Nam                                                                 |
| Tuyên Quang TQU     | Biểu trưng          | Cây đa Tân Trào, đình Tân Trào, sông Lô, quốc kỳ Việt Nam                                                            |

### Trung
| Tỉnh thành     | Biểu trưng   | Nội dung biểu trưng                                           |
| Bắc Trung Bộ   | Bắc Trung Bộ | Bắc Trung Bộ                                                  |
| -------------- | ------------ | ------------------------------------------------------------- |
| Huế HUE        | Biểu trưng   | Lầu Ngũ Phụng, cầu Trường Tiền                                |
| Hà Tĩnh HTI    | Biểu trưng   | Dãy núi Hồng Lĩnh, sông Lam, hoa sen, bút lông, sách          |
| Nghệ An NAN    | Biểu trưng   | Sen hồng, trống đồng, ngôi sao năm cánh                       |
| Quảng Trị QTR  | Biểu trưng   | Cầu Hiền Lương, quốc kỳ Việt Nam                              |
| Thanh Hóa THA  | Biểu trưng   | Thành nhà Hồ, trống đồng Đông Sơn, quốc kỳ Việt Nam, chim Lạc |
| Nam Trung Bộ   |              |                                                               |
| Đà Nẵng DNG    | Biểu trưng   | Cầu Sông Hàn, sông Hàn, Ngũ Hành Sơn                          |
| Đắk Lắk DLA    | Biểu trưng   | Nhà dài Ê Đê, ghế Kpan, hạt cà phê, Mặt Trời                  |
| Gia Lai GLA    | Biểu trưng   | Núi Hàm Rồng, ngọn lửa                                        |
| Khánh Hòa KHA  | Biểu trưng   | Hòn Nội, chim yến, sóng biển                                  |
| Lâm Đồng LDG   |              |                                                               |
| Quảng Ngãi QNG |              |                                                               |

### Nam
| Tỉnh thành                         | Biểu trưng  | Nội dung biểu trưng                                                           |
| Đông Nam Bộ                        | Đông Nam Bộ | Đông Nam Bộ                                                                   |
| ---------------------------------- | ----------- | ----------------------------------------------------------------------------- |
| Thành phố Hồ Chí Minh HCM          | Biểu trưng  | Bến Nhà Rồng, hoa sen, quốc kỳ Việt Nam, Mặt Trời                             |
| Đồng Nai DNA                       | Biểu trưng  | Thủy điện Trị An, vườn quốc gia Nam Cát Tiên, nai, bánh răng                  |
| Tây Ninh TNI                       | Biểu trưng  | Núi Bà Đen, hồ Dầu Tiếng, cây lúa, bánh răng, ngôi sao năm cánh               |
| Đồng bằng sông Cửu Long/Tây Nam Bộ |             |                                                                               |
| Cần Thơ CTH                        | Biểu trưng  | Nhà lồng chợ Cần Thơ, sông Cửu Long                                           |
| An Giang AGI                       | Biểu trưng  | Khu lưu niệm Chủ tịch Tôn Đức Thắng, Bảy Núi, kênh Vĩnh Tế, cây lúa, cá ba sa |
| Cà Mau CMU                         | Biểu trưng  | Bán đảo Cà Mau, quần đảo Hòn Khoai, Hòn Chuối, ngôi sao năm cánh              |
| Đồng Tháp DTP                      | Biểu trưng  | Sếu đầu đỏ, sen hồng, cây lúa                                                 |
| Vĩnh Long VLG                      | Biểu trưng  | Văn Thánh Miếu, cánh cò, cánh đồng                                            |

## Quá khứ

### Phù hiệu
| Tỉnh thành          | Biểu trưng | Thời gian tồn tại của biểu trưng |
| ------------------- | ---------- | -------------------------------- |
| Sài Gòn             | Biểu trưng | 1870–1975                        |
| Hà Nội              | Biểu trưng | 1888–1954                        |
| Hải Phòng           | Biểu trưng | 1888–1954                        |
| Hải Dương           | Biểu trưng | Trước 1954                       |
| Nam Định            | Biểu trưng | Trước 1954                       |
| Đà Lạt và Tuyên Đức | Biểu trưng | 1930–1975                        |
| Sa Đéc              | Biểu trưng | 1955–1975                        |

### Huy hiệu
| Tỉnh thành        | Biểu trưng         | Nội dung biểu trưng                                                                                               |
| ----------------- | ------------------ | --- |
| Bà Rịa – Vũng Tàu | Biểu trưng         | Hải đăng Vũng Tàu, ngọn lửa, cây lúa, bánh răng                                                                   |
| Bạc Liêu          | Biểu trưng         | Turbine gió, ruộng muối, Mặt Trời                                                                                 |
| Bạc Liêu          | Biểu trưng         | Đàn nguyệt, cánh cò, cây lúa                                                                                      |
| Bắc Kạn           | Biểu trưng         | Hồ Ba Bể, thổ cẩm, thuyền, ngôi sao năm cánh                                                                      |
| Bắc Giang         | Biểu trưng         | Chùa Vĩnh Nghiêm, lá cờ khởi nghĩa Yên Thế, sông Cầu, sông Thương, sông Lục Nam, vải thiều                        |
| Bến Tre           | Biểu trưng         | Nguyễn Thị Định, phong trào Đồng khởi, cây dừa, ngọn đuốc, thuyền, sách                                           |
| Bình Dương        | Biểu trưng         | Đồng hồ chợ Thủ Dầu Một, cây dầu, gốm sứ, cao su, vi mạch, bồ câu                                                 |
| Bình Định         | Biểu trưng         | Quang Trung, ngựa, sóng biển                                                                                      |
| Bình Phước        | Biểu trưng         | Nhà giao tế Lộc Ninh, núi Bà Rá, cao su, hồ tiêu, quốc kỳ Việt Nam, bánh răng                                     |
| Bình Phước        | Biểu trưng         | Nhà giao tế Lộc Ninh, thủy điện Thác Mơ, núi Bà Rá, cao su, bồ câu, ngôi sao năm cánh                             |
| Bình Phước        | Biểu trưng         | Nhà giao tế Lộc Ninh, ngôi sao năm cánh                                                                           |
| Bình Thuận        | Biểu trưng         | Tháp nước Phan Thiết, tháp Po Sah Inư, hoa sen, ngôi sao năm cánh                                                 |
| Đắk Nông          | Biểu trưng         | Nhà dài M'Nông, chiêng M'Nông, quốc kỳ Việt Nam, hoa sen                                                          |
| Hà Nam            | Biểu trưng         | Trống đồng Ngọc Lũ, quốc kỳ Việt Nam                                                                              |
| Hà Tây            | Biểu trưng         | Dãy núi Ba Vì, sông Hồng, sông Tích, sông Đà                                                                      |
| Hải Dương         | Biểu trưng         | Đền Kiếp Bạc, sông Lục Đầu, hoa sen, Mặt Trời                                                                     |
| Hòa Bình          | Biểu trưng         | Thủy điện Hòa Bình, quốc kỳ Việt Nam, Mặt Trời                                                                    |
| Hậu Giang         | Biểu trưng         | Kênh Xáng Xà No, quốc kỳ Việt Nam, cây lúa, nhà máy, nhà cao tầng                                                 |
| Hậu Giang         | Hình ảnh nhận diện | Ngã Bảy, xuồng ba lá, Mặt Trời                                                                                    |
| Kiên Giang        | Biểu trưng         | Cổng Tam quan (Rạch Giá)                                                                                          |
| Kon Tum           | Biểu trưng         | Khối núi Ngọc Linh, sông Đăk Bla, nhà rông, cồng chiêng, chim Lạc                                                 |
| Long An           | Biểu trưng         | Sông Vàm Cỏ Đông, sông Vàm Cỏ Tây, hoa sen, bồ câu, ngôi sao năm cánh                                             |
| Nam Định          | Biểu trưng         | Chùa Phổ Minh, sông Nam Định, cây lúa, bánh răng                                                                  |
| Ninh Thuận        | Biểu trưng         | Ga Tháp Chàm, chùm nho, biển, bồ câu, ngôi sao năm cánh                                                           |
| Phú Yên           | Biểu trưng         | Núi Đá Bia, sông Ba, cánh đồng                                                                                    |
| Quảng Bình        | Biểu trưng         | Vườn quốc gia Phong Nha – Kẻ Bàng, hang Sơn Đoòng, Quảng Bình quan, sông Gianh, biểu trưng Ủy ban Di sản thế giới |
| Quảng Nam         | Biểu trưng         | Thánh địa Mỹ Sơn, Chùa Cầu, sông Thu Bồn, biểu trưng Ủy ban Di sản thế giới, phượng hoàng                         |
| Sóc Trăng         | Biểu trưng         | Sông Hậu, Mặt Trăng, bồ câu                                                                                       |
| Tiền Giang        | Biểu trưng         | Sông Tiền, thuyền, ngôi sao năm cánh                                                                              |
| Trà Vinh          | Biểu trưng         | Đền thờ Chủ tịch Hồ Chí Minh, Huân chương Sao Vàng, hoa sen, cây lúa                                              |
| Vĩnh Phúc         | Biểu trưng         | Hai Bà Trưng, dãy núi Tam Đảo, voi, ngôi sao năm cánh                                                             |
| Yên Bái           | Biểu trưng         | Thủy điện Thác Bà, ruộng bậc thang Mù Cang Chải, đèo Lũng Lô, quốc kỳ Việt Nam, hoa sen                           |